# Stefano Sturaro
Stefano Sturaro (nascut el 9 de març de 1993) és un futbolista italià que juga com a migcampista al Genoa CFC. Ha estat internacional amb la selecció d'Itàlia.

## Palmarès
Juventus
- 4 Serie A: 2014-15, 2015-16, 2016-17, 2017-18.
- 4 Copa Italiana: 2014-15, 2015-16, 2016-17, 2017-18.
- 1 Supercopa Itàlia: 2015.